# Patinação artística nos Jogos Asiáticos de Inverno de 1996
As competições de patinação artística nos Jogos Asiáticos de Inverno de 1996 foram disputadas em Harbin, na China em 1996. 

## Medalhistas
| Evento               | Ouro                                                     | Prata                                            | Bronze                             | Ref.  |
| -------------------- | -------------------------------------------------------- | ------------------------------------------------ | ---------------------------------- | ----- |
| Individual masculino | Guo Zhengxin · China                                     | Zhang Min · China                                | Li Xia · China                     | [ 1 ] |
| Individual feminino  | Chen Lu · China                                          | Tatiana Malinina · Uzbequistão                   | Fumie Suguri · Japão               | [ 1 ] |
| Duplas               | Shen Xue · Zhao Hongbo · China                           | Marina Khalturina · Andrey Kryukov · Cazaquistão | Sun Bao · Liu Bingyang · China     | [ 1 ] |
| Dança no gelo        | Elizaveta Stekolnikova · Dmitriy Kazarlyga · Cazaquistão | Aya Kawai · Hiroshi Tanaka · Japão               | Zhang Weina · Cao Xianming · China | [ 1 ] |

## Quadro de medalhas
| Ordem | País        | Medalha de ouro | Medalha de prata | Medalha de bronze |    |
| ----- | ----------- | --------------- | ---------------- | ----------------- | -- |
| 1     | China       | 3               | 1                | 3                 | 7  |
| 2     | Cazaquistão | 1               | 1                |                   | 2  |
| 3     | Japão       |                 | 1                | 1                 | 2  |
| 4     | Uzbequistão |                 | 1                |                   | 1  |
| TOTAL | TOTAL       | 4               | 4                | 4                 | 12 |